# Birkirkara
Birkirkara Málta legnagyobb népességű helyi tanácsa. Lakossága 21 775 fő (2005). Nevének korai latin változata Bircalcaria. Írásban gyakran rövidítik B'Kara-ként. Részlegesen önálló városrésze Fleur-de-Lys.

## Története
Birkirkara egyházközségét már az 1436-os egyházi összeírás is említi, akkor már a Szent Ilona-kápolna állt itt. Az 1551-es török támadásban, és a Nagy ostromban is elpusztult. 1575-ben a pápai követ, Petrus Dusina említi Bircalcaria néven. A Jeruzsálemi Szent János Ispotályos Lovagrend uralma alatt az egyre nagyobb elnyomás elleni egyik lázadás a község plébánosától, Filippu Borġtól indult, aki igyekezett bizonyos fokú autonómiát kiharcolni a máltaiaknak (1630). Brichelot és Bremond 1718-as térképén Tera Bircachara néven szerepel. A francia megszállók elleni felkelés egyik vezetője, Vincenzo Borġ is innen származott, és a község keleti oldalán álló farmépületből - amelyből akkor tökéletes kilátás nyílt Vallettára - irányította katonáit.
Az évszázadok során a növekvő jólét hatására külterületein sok település jött létre: Sliema, San Ġiljan, Msida, Ħamrun, később Santa Venera, San Ġwann és Swieqi egy része. A második világháború idején a kikötők környékéről rengeteg menekültet fogadott be. 1994 óta Málta 68 helyi tanácsának egyike. 2010. márciusától a Fleur-de-Lys városrész részlegesen önálló mini-tanácsot kapott.

## Birkirkara ma
Régi része, amelyet a 16. században alakítottak ki, olyan, mint egy hagyományos máltai falu. Keskeny utcáin egyszerű, földszintes házak váltakoznak a tehetősebb balkonos udvarházakkal. Mára jelentős gazdasági és kereskedelmi központtá vált.

## Önkormányzata
Polgármesterei:
- Dr. Michael Asciak (Nemzeti Párt, 1994–2000)
- Tonio Fenech (Nemzeti Párt, 2000–2006)
- Michael Fenech Adami (Nemzeti Párt, 2006–2013)
- Joanne Debono Grech (Munkáspárt, 2013 óta)

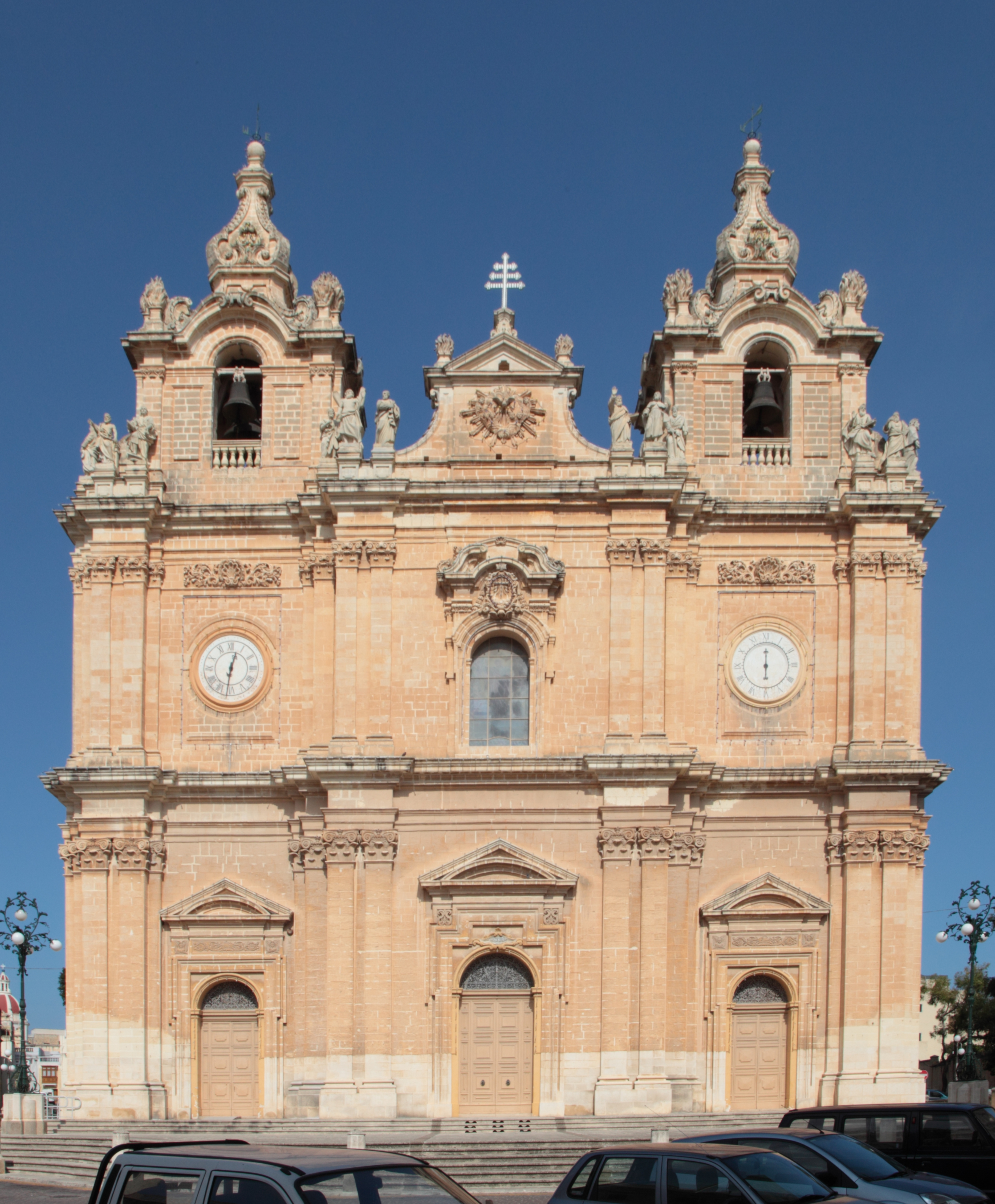
Szent Ilona plébániatemplom

## Ünnepei
- Szent Ilona (augusztus 18.)
- Szent József (május 1.)
- Kármel-hegyi Boldogasszony (augusztus 15.)
- Padovai Szent Antal (június 13.)

## Nevezetességei
- Szent Ilona-plébániatemplom és múzeum (St. Helen): Domenico Cachia máltai építész tervei alapján épült a 18. században. Barokk templom, gazdagon díszítve arannyal és freskókkal, tornyában található Málta legnagyobb harangja
- Mária Mennybemenetele-plébániatemplom: Birkirkara eredeti plébániatemplomát Vittorio Cassar tervezte, 1617-ben épült
- Történelmi farmépület a St. Julian's Roadon: a farm volt a franciák elleni felkelés idején Vincenzo Borġ katonáinak központja. A franciák elleni hadműveletekhez optimális - kitűnő kilátás nyílt innen Vallettára - épület volt az első hely Máltán, ahol felvonták a brit lobogót. Nemrég az épület egy részét illegálisan lebontották.[2]
- Vasútállomás: ma egy park közepén áll
- Wignacourt-vízvezeték (Akvedott, Wignacourt Acqueduct, Mrieħel környékén): Alof de Wignacourt nagymester építtette 1610 és 1615 között Valletta vízellátására

## Kultúra
Band clubjai:
- Duke of Connaughts Band Club
- St Anthony Band Club
- St Helen’s Band Club

Egyéb klubok:
- Birkirkara Scout Group
- Birkirkara Girl Guides
- Birkirkara Homer Club
- Birkirkara Homing Union

## Sport
Birkirkara a Máltai Karate Szövetség (Malta Karate Federation) székhelye.
Sportklubjai:
- Biliárd: Duke of Connaught Billiard Club
- Boccsa: Boċċi Club
- Dzsudó: Birkirkara Judo Club
- Labdarúgás: Birkirkara Football Club (1950), a máltai Premier League jelenlegi bajnokcsapata, háromszoros bajnok, négyszeres kupagyőztes
- Tenisz: Birkirkara Tennis Club
- Tollaslabda: Birkirkara Badminton Club

## Híres szülöttei
- Sir Anthony Mamo politikus, Málta első elnöke (1909–2008)
- Edward Fenech Adami politikus, 2004–2009 Málta elnöke (*1934. február 7.)
- Walter Micallef énekes, zeneszerző (*1955)
- Tonio Fenech politikus, Málta jelenlegi gazdasági- és pénzügyminisztere (*1969)

## Közlekedés
Buszjáratai (2011. november után):
- 31 (Valletta-Buġibba)
- 37 (Valletta-Mellieħa)
- 38 (Valletta-Mġarr)
- 41 (Valletta-Ċirkewwa)
- 42 (Valletta-Mosta)
- 43 (Valletta-Naxxar)
- 44 (Valletta-Għajn Tuffieħa)
- 51 (Valletta-Mtarfa)
- 52 (Valletta-Dingli)
- 53 (Valletta-Rabat)
- 54 (Valletta-Attard)
- 55 (Valletta-Lija)
- 106 (Mater Dei Kórház-Ta' Qali)
- 110 (Marsa-Sliema)
- 120 (Xgħajra-Pembroke)
- 123 (Mater Dei-Valletta)
- 202 (Pembroke-Dingli)
- 203 (Pembroke-Rabat)
- X3 (expressz, Repülőtér-Buġibba)
- N21 (éjszakai, San Ġiljan-Qawra, körjárat)
- N32 (éjszakai, San Ġiljan-Mosta, körjárat)
- N52 (éjszakai, San Ġiljan-Dingli)
- N61 (éjszakai, San Ġiljan-Attard-Siġġiewi, körjárat)